# متلازمة كسارة البندق
متلازمة كسارة البندق (بالإنجليزية: nutcracker syndrome، واختصارها NCS)‏ عي عبارة عن انضغاط الوريد الكلوي الأيسر بين الأبهر البطني والشريان المساريقي العلوي، على الرغم من وجود متغيرات أخرى. ويستمد الاسم من حقيقة أنه في المستوى السهمي و/أو المستعرض، يبدو الأبهر البطني والشريان المساريقي العلويأن ككسارة البندق التي تسحق الجوز (الوريد الكلوي). وهناك مجموعة واسعة من الأعراض السريرية والمعايير التشخيصية التي لا تكون محددة جيدا، مما يؤدي في كثير من الأحيان إلى تأخير التشخيص أو التشخيص غير الصحيح، ولا ينبغي الخلط بينهذه الحالة وبين متلازمة الشريان المساريقي العلوي، التي هي عبارة عن ضغط الجزء الثالث من الاثنا عشر بين الأبهر البطني والشريان المساريقي العلوي. 

## العلامات والأعراض
ترتبط متلازمة كسارة البندق مع وجود دم في البول (الذي يمكن أن يؤدي إلى فقر الدم) وآلام في البطن (ألم في الجانب الأيسر أو ألم في الحوض). 
ويمكن أن تؤدي أيضا إلى ألم في الخصية اليسرى؛ بسبب تصريف الوريد التناسلي الأيسر في الرجال عن طريق الوريد الكلوي الأيسر أو ألم في الربع السفلي من البطن في النساء، كما يمكن أن تؤدي إلى الغثيان والقيء؛ بسبب انضغاط الأوردة الحشوية، وتشمل المظاهر غير العادية من متلازمة كسارة البندق تشكيل دوالي الخصية ودوالي الأوردة في الأطراف السفلية. وقد أظهرت دراسة سريرية أخرى أن متلازمة الكسارة هي اكتشاف متكرر في المرضى الذين يعانون من دوالي الخصية، وربما ينبغي استبعادها بشكل روتيني كسبب محتمل لدوالي الخصية واحتقان الحوض.

## التشخيص
متلازمة كسارة البندق يمكن تشخيصها باستخدام:
- فينوغرافي الكلى اليسرى - يعتبر الاختبار الرئيسي.
- التصوير المقطعي المحوسب.
- الموجات فوق الصوتية على البطن - ليست نهائية ولكنها تكون مفيدة.[8]

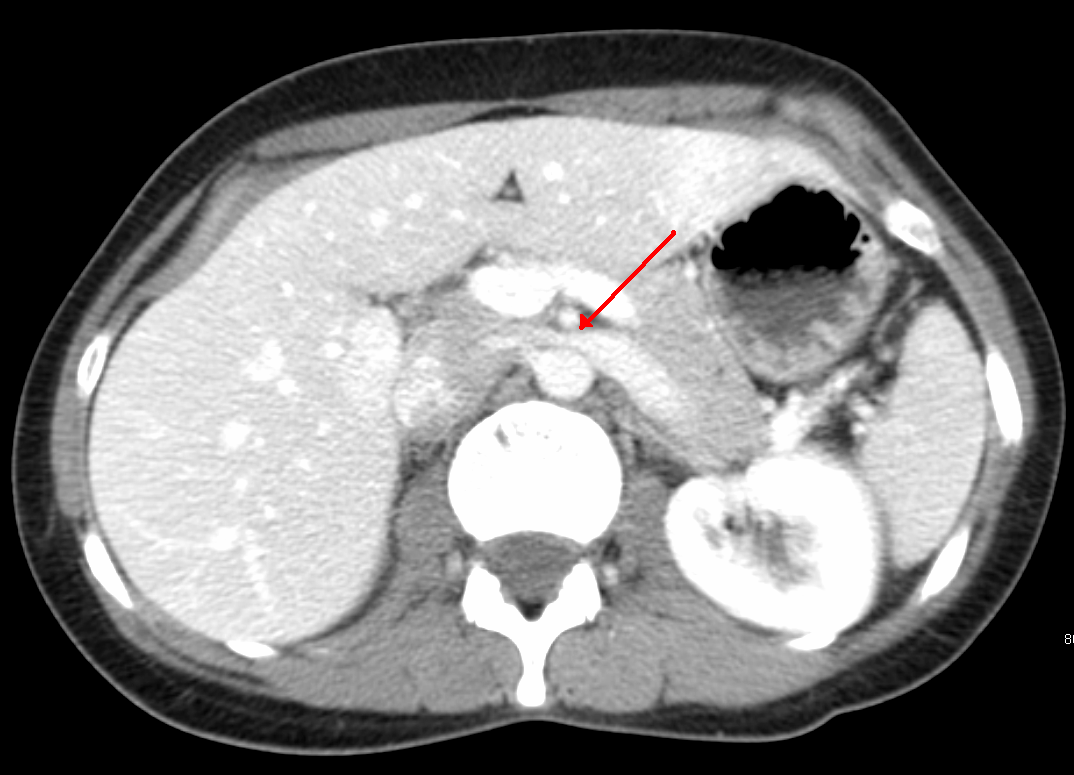
ضغط الوريد الكلوي الأيسر (ملحوظ بالسهم) بين الشريان المساريقي العلوي (أعلاه) والشريان الأورطي (أدناه) بسبب متلازمة كسارة البندق.
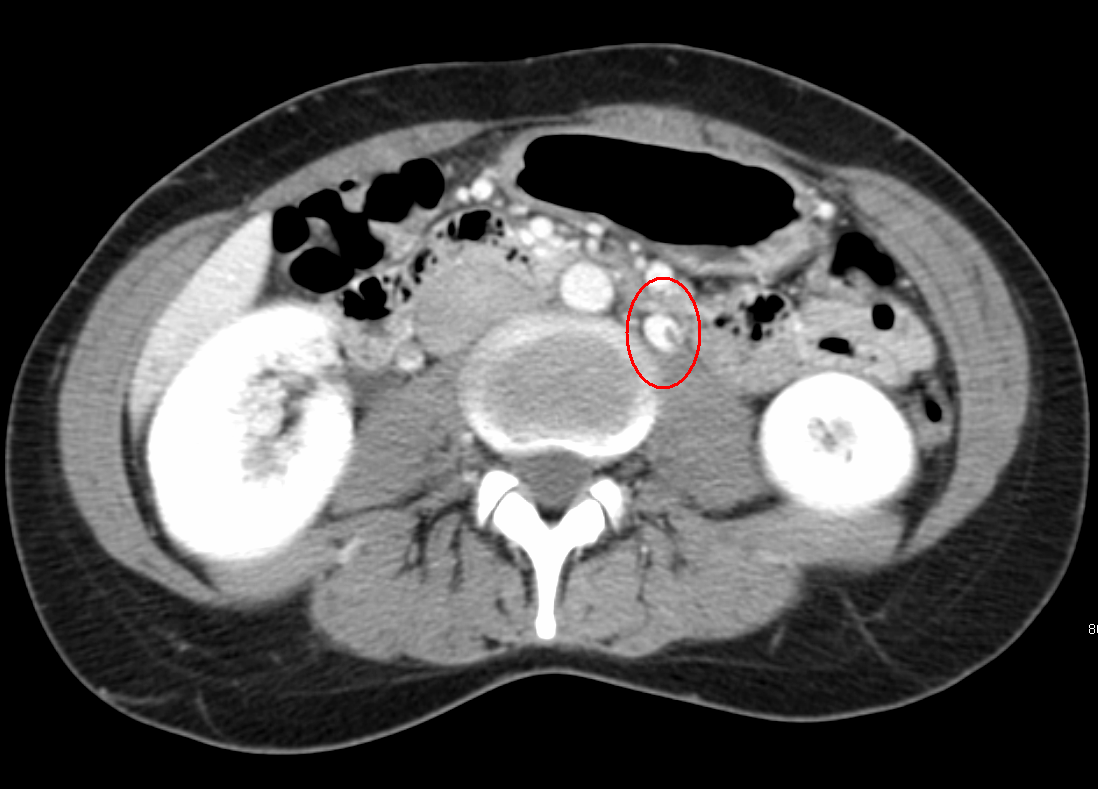
تخثر في الوريد الكلوي الأيسر مع توسعه.
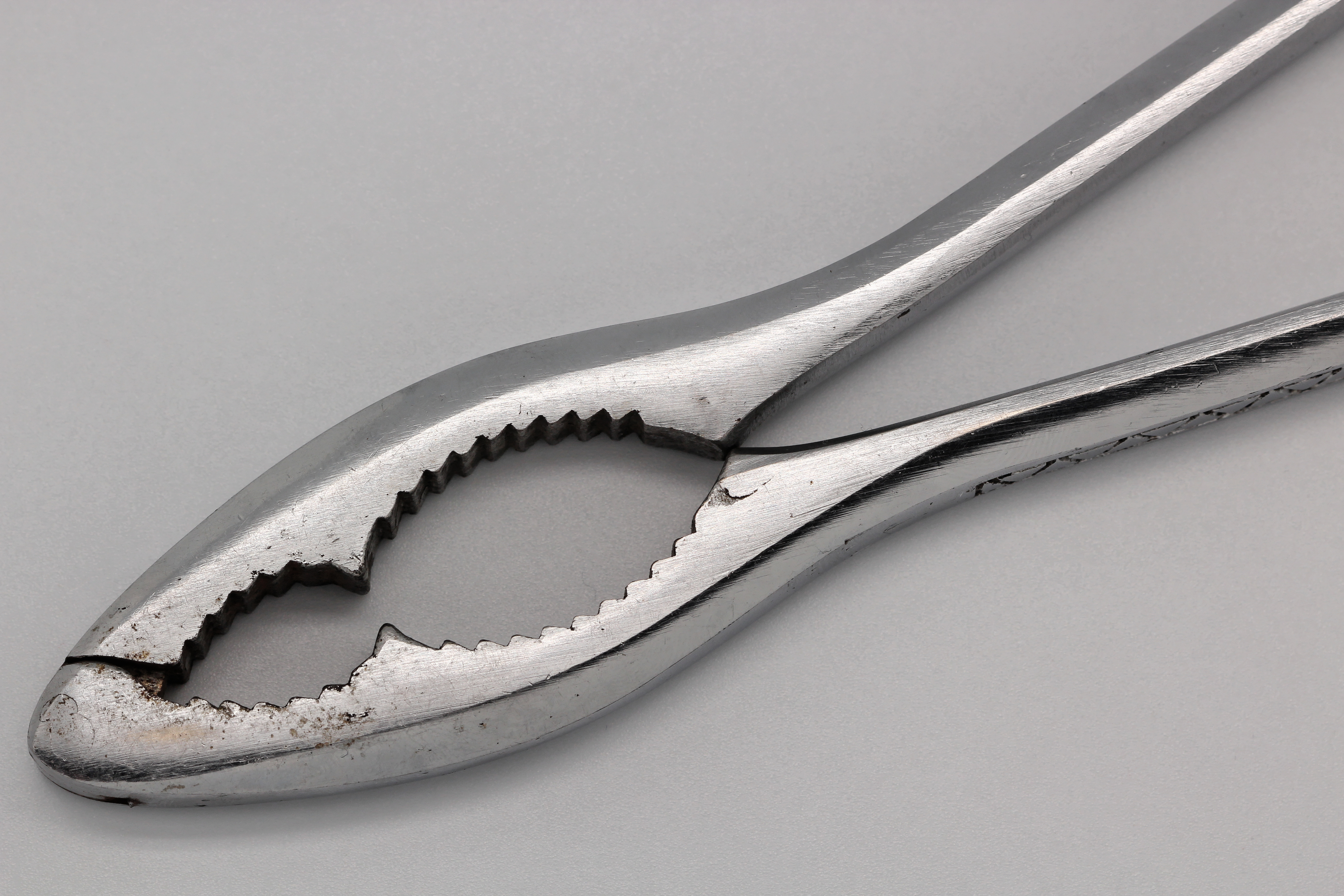
كسارة البندق. يمكن أن تمثل أرجل كسارة البندق هذه مع بعض الخيال الشريان المساريقي العلوي والشريان الأورطي البطني في متلازمة كسارة البندق.

### التشخيص التفريقي
- متلازمة احتقان الحوض
- حصاة كلوية
- أورام الجهاز البولي التناسلي
- متلازمة ألم الخصر والبول الدموي[9]

## العلاج
يعتمد العلاج على شدة المرض والأعراض. وتشمل العلاجات: 
- دعامات داخل الأوعية الدموية.[4]
- إعادة زرع الوريد الكلوي.[10]
- إحداث انسداد في الوريد التناسلي.[10]

## روابط خارجية
- Kimura K، Araki T (يوليو 1996). "Images in clinical medicine. Nutcracker phenomenon". نيو إنغلاند جورنال أوف ميديسين. ج. 335 ع. 3: 171. DOI:10.1056/NEJM199607183350305. PMID:8657215. مؤرشف من الأصل في 2019-12-13.